# Ojalá que llueva café
Ojalá que llueva café es el nombre del cuarto álbum de estudio grabado por el cantautor dominicano Juan Luis Guerra y su grupo 4.40. Fue lanzado al mercado por la empresa discográfica dominicana Karen Records en 1989.

## Historia
Al iniciarse las sesiones de grabación de este álbum, la cantante Maridalia Hernández renunció a la agrupación para continuar su carrera como solista. A raíz de su salida, fueron incorporados el músico y compositor Marco Hernández y la cantante Milagros Taveras. En una gira conjunta de Juan Luis Guerra y su grupo con los también dominicanos Rubby Pérez y Sergio Vargas, por Venezuela, el bus que transportaba a los músicos tuvo un accidente en el que falleció el percusionista Ángel Miro Andújar, apodado "Catarey", el 17 de julio de 1988. Al regresar de la fallida gira, Milagros Taveras se separó del grupo y Guerra no quiso seguir al frente de la agrupación, cayendo en una especie de "letargo". Sin embargo, Bienvenido Rodríguez, presidente de Karen Records, convenció a Guerra de que el mejor homenaje que le podía hacer al músico fallecido era volver a grabar. Juan Luis Guerra compuso en honor de Andújar el tema "Ángel para una tambora" y sustituyó al músico fallecido por el también percusionista Juan De la Cruz. Seguidamente, grabó "Ojalá que llueva café", el cual fue el primer sencillo lanzado en junio de 1989, el cual incluyó la participación del coro infantil dominicano "Retoños" en el cual cantaba Laura Rivera Taveras, hija de Milagros Taveras. Este tema se convirtió en la canción de corte social más emblemática de Guerra de gran éxito, cuyo videoclip fue dirigido por Peyi Guzmán y rodado en la Región Sur de la República Dominicana y que es considerado el primero y mejor de los quince videos musicales dominicanos de todos los tiempos.
Este disco incluye "Razones" que fue la segunda incursión de Guerra en el género de la salsa desde el disco LP "Soplando", para cuyas sesiones de grabación el músico incluyó al pianista cubano Gonzalo Rubalcaba. Debido a la amplia difusión de la música del ya desaparecido grupo musical venezolano Un solo pueblo, Guerra incluyó en las sesiones, el calipso "Woman del Callao" del cantautor venezolano Julio Delgado. Después, fueron lanzados "Woman del Callao" "Visa para un sueño" y "De tu boca", de la cual se hizo una versión remezclada. Un tiempo después, Karen Records, lanzó la versión en CD del álbum y respetó el orden de las temas desde el Lado "A" hasta el "B" en dicha edición.

## Lista de canciones
| Lado A |                         |                  |          |  |
| N.º    | Título                  | Escritor(es)     | Duración |  |
| 1.     | «Visa para un sueño»    | Juan Luis Guerra | 3:29     |  |
| 2.     | «Ojalá que llueva café» | Juan Luis Guerra | 4:12     |  |
| 3.     | «Razones»               | Juan Luis Guerra | 3:53     |  |
| 4.     | «De tu boca»            | Juan Luis Guerra | 4:42     |  |

| Lado B |                          |                  |          |  |
| N.º    | Título                   | Escritor(es)     | Duración |  |
| 1.     | «La gallera»             | Juan Luis Guerra | 3:56     |  |
| 2.     | «Woman del Callao»       | Julio Delgado    | 4:22     |  |
| 3.     | «Reina mía»              | Juan Luis Guerra | 4:00     |  |
| 4.     | «Ángel para una tambora» | Juan Luis Guerra | 3:19     |  |

## Créditos
Los siguientes créditos aparecieron en un folleto para la edición en formatos de LP y casete:

### Juan Luis Guerra & 4.40
- Juan Luis Guerra: Voz solista, guitarra, producción artística y arreglos (excepto pistas A4 y B4)
- Marco Hernández: Coros.
- Mariela Mercado: Coros y voz solista (Pista A4)
- Roger Zayas Bazán: Coros, bombo y voz solista (Pista A4)

### Músicos
- Ángel Miro Andújar: Tambora.
- Armando Beltré: Trompeta.
- Fermín Cruz: Trompeta.
- Robert Jean D'Or: Coros y Maracas.
- Isidro De la Cruz: Güira.
- Juan De la Cruz: Tambora.
- Crispín Fernández: Saxofón.
- Grupo Retoños: Coro infantil (Pista A2).
- Guy Frómeta: Batería.
- Henry García: Bangaña.
- Maridalia Hernández: Coros.
- Miguel Mañaná: Alcahuete y Palo Mayor.
- Alberto Martínez: Congas.
- Rafael Medrano: Congas.
- Roberto Olea: Trombón.
- Jaime Querol: Bajo.
- Pío Rojas: Congas.
- Janina Rosado: Piano.
- Héctor Santana: Bajo.
- Gonzalo Rubalcaba: Piano solista (Pista A3).
- Kaki Ruíz: Trompeta.
- Sonia Silvestre: Coros.
- Milagros Taveras: Coros.
- Manuel Tejada: Sintetizador y arreglos (Pistas A4 y B4).
- Víctor Víctor: Coros.

### Otros créditos
- José A. Frómeta: Mezcla (Pista A3, mezclado en Estudios Audio-Lab)
- Miguel Hernández: Asistente de grabación.
- Miguel Hiraldo: Diseño gráfico.
- Jaime Enrique De Marchena: Fotografía de carátula.
- Salvador Morales: Técnico de grabación y Mezcla (Pista B1).
- Carlos Ordehi: Asistente de grabación.
- Germán Pérez: Ilustración del álbum.
- Humberto Raposo: Técnico de grabación.
- Bienvenido Rodríguez: Producción ejecutiva.
- July Ruíz: Técnico de grabación y Mezcla (excepto pista A4).

Grabado y mezclado en los Estudios EMCA (excepto A3).